# Lehtosaari (ö i Kajanaland, Kajana, lat 63,99, long 27,65)
Lehtosaari är en ö i Finland. Den ligger i sjön Iso Viinijärvi och Pieni Viinijärvi och i kommunen Kajana i den ekonomiska regionen  Kajana ekonomiska region  och landskapet Kajanaland, i den centrala delen av landet, 400 km norr om huvudstaden Helsingfors. Öns area är 0,3 hektar och dess största längd är 80 meter i öst-västlig riktning.